# 百済王理伯
百濟王 理伯（くだらのこにきし りはく）は、奈良時代の貴族。官位は従四位下・右京大夫。

## 経歴
孝謙朝の天平勝宝6年（754年）従五位下・摂津亮に叙任される。淳仁朝でも天平宝字6年（762年）肥後守と地方官を務める。
称徳朝では、天平神護2年（766年）従五位上、天平神護3年（767年）正五位下・摂津大夫、神護景雲4年（770年）従四位下に叙任されるなど、引き続き地方官を務めながら順調に昇進した。
光仁朝に入っても宝亀2年（771年）伊勢守と地方官を務めた後、宝亀5年（774年）右京大夫として京官に遷る。宝亀7年（776年）6月16日卒去。最終官位は右京大夫従四位下。

## 官歴
『続日本紀』による。
- 時期不詳：正六位上
- 天平勝宝6年（754年） 2月13日：従五位下。4月5日：摂津亮
- 天平宝字6年（762年） 正月9日：肥後守
- 天平神護2年（766年） 11月5日：従五位上
- 天平神護3年（767年） 正月18日：正五位下。8月29日：摂津大夫
- 神護景雲4年（770年） 7月20日：従四位下
- 宝亀2年（771年） 7月23日：伊勢守
- 宝亀5年（774年） 3月5日：右京大夫
- 宝亀7年（776年） 6月16日：卒去（右京大夫従四位下）

## 系譜
- 父：百済王敬福[1]
- 母：不詳
- 生母不明の子女
  - 男子：百済王俊哲（?-795）[1]
  - 女子：百済王明信（?-815）[1] - 藤原継縄室
  - 女子：百済王明本[1] - 桓武天皇後宮
  - 女子：百済王恵信（?-842）[1] - 桓武天皇後宮